# راست‌پنج‌گاه (آلبوم محمدرضا شجریان)
راست‌پنجگاه، نام آلبومی است با صدای محمدرضا شجریان و تار محمدرضا لطفی. این اثر سال ۱۳۵۴ در جشن هنر شیراز اجرا شد و در سال ۱۳۷۷ نوار آن منتشر گردید.

## شرح

### هنرمندان
- خواننده: محمدرضا شجریان
- تار: محمدرضا لطفی
- تنبک: ناصر فرهنگ فر
- طرح: مژگان شجریان
- خط: امیر فلسفی
- شعر از حافظ، نظامی و عطار

## فهرست قطعات
- تکنوازی تار
- قطعه ضربی راست
- آواز و تار (راست، پروانه، نغمه و سپهر، بیات عجم، قرچه، رضوی، تحریر جوادخانی) (شعر حافظ)
- چهارمضراب تار و تمبک
- ادامه آواز (رضوی، فرود، روح افزا، تحریر بوسلیک و سپهر)
- چهارمضراب
- ادامه ساز و آواز (طرز)
- تصنیف «بت چین»
- ادامه آواز (لیلی و مجنون، فرود، نیریز صغیر و کبیر)
- کار عمل راست پنجگاه

## ترانه

### در ازل پرتو حسنت ز تجلی دم زد
آواز راست پنجگاه

(راست)

در ازل پرتو حسنت ز تجلی دم زد

عشق پیدا شد و آتش به همه عالم زد

(پروانه)

جلوه‌ای کرد رخش دید ملک عشق نداشت

جلوه‌ای کرد رخش دید ملک عشق نداشت

عین آتش شد از این غیرت و بر آدم زد

(نغمه)

جان علوی هوس چاه زنخدان تو داشت

دست در حلقه آن زلف خم اندر خم زد

(بیات عجم)

دیگران قرعه قسمت همه بر عیش زدند

دیگران قرعه قسمت همه بر عیش زدند

دل غمدیدهٔ ما بود که هم بر غم زد

(قرچه)

مدعی خواست که آید به تماشاگه راز

مدعی خواست که آید به تماشاگه راز

دست غیب آمد و بر سینه نامحرم زد

(رضوی)

عشق و شباب و رندی

عشق و شباب و رندی مجموعه مراد است

عشق و شباب و رندی مجموعه مراد است

چون جمع شد معانی گوی بیان توان زد

(تحریر جوادخانی)

(بازگشت به راست پنجگاه)

چون جمع شد معانی گوی بیان توان زد

(روح‌افزا)

عقل می‌خواست

عقل می‌خواست کز آن شعله چراغ افروزد

برق غیرت بدرخشید و جهان بر هم زد

(تحریر بوسلیک)

(سپهر)

(فرود به همایون)

(جامه‌دران)

دیگران قرعه قسمت همه بر عیش زدند

دل غمدیدهٔ ما بود که هم بر غم زد

(طرز)

امشب ز غمت میان خون خواهم خفت

وز بستر عافیت برون خواهم خفت

(طرز)

باور نکنی خیال خود را بفرست

تا درنگرد که بی تو چون خواهم خفت

(تصنیف اصفهان، بخشی از بت چین)

(لیلی و مجنون)

یا رب به خدایی خداییت

وانگه به کمال کبریاییت

(لیلی و مجنون)

از عمر من آنچه هست بر جای

بستان و به عمر لیلی افزای

(لیلی و مجنون)

پرورده عشق شد سرشتم

بی‌عشق مباد سرنوشتم

(بازگشت به راست پنجگاه)

(نیریز)

دلا یکدم رها کن آب و گل را

صلای عشق در ده لعل دل را

(نیریز)

ز نور عشق شمع جان برافروز

رموز عشق از جانان بیاموز

(نیریز)

چو داوود آیت سرگشتگان خوان

زبور عشق بر آشفتگان خوان